# Palestro
Palestro é uma comuna italiana da região da Lombardia, província de Pavia, com cerca de 2.014 habitantes. Estende-se por uma área de 18 km², tendo uma densidade populacional de 112 hab/km². Faz fronteira com Confienza, Pezzana (VC), Prarolo (VC), Robbio, Rosasco, Vercelli (VC), Vinzaglio (NO).
È a comuna mais occidental de toda a região da Lombardia.

## Demografia
| Variação demográfica do município entre 1861 e 2011                               |
|                                                                                   |
| Fonte: Istituto Nazionale di Statistica (ISTAT) - Elaboração gráfica da Wikipedia |

## Geminação
- Montebello della Battaglia,  Itália, desde 1984

## Outras imagens

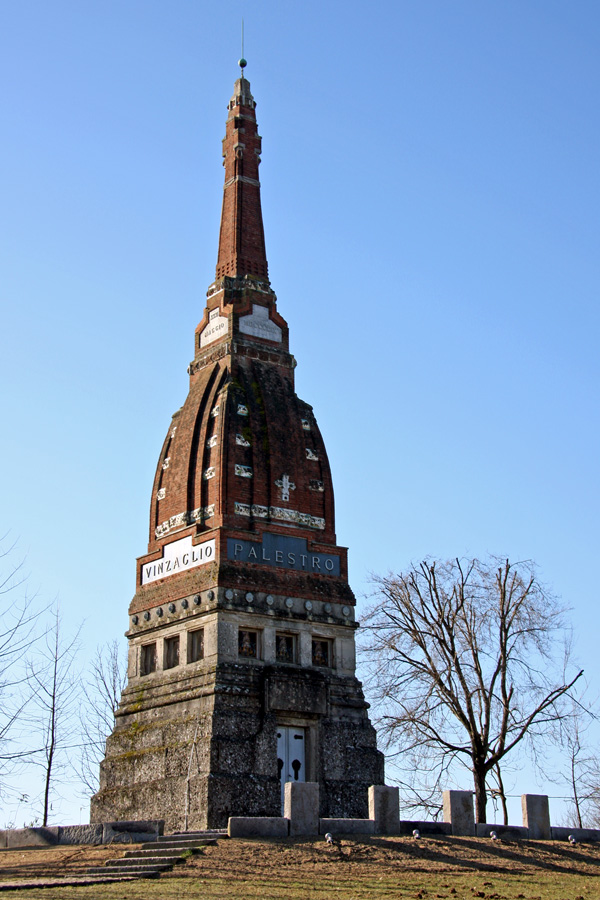
O Túmulo de guerra que comemora Batalha de Palestro
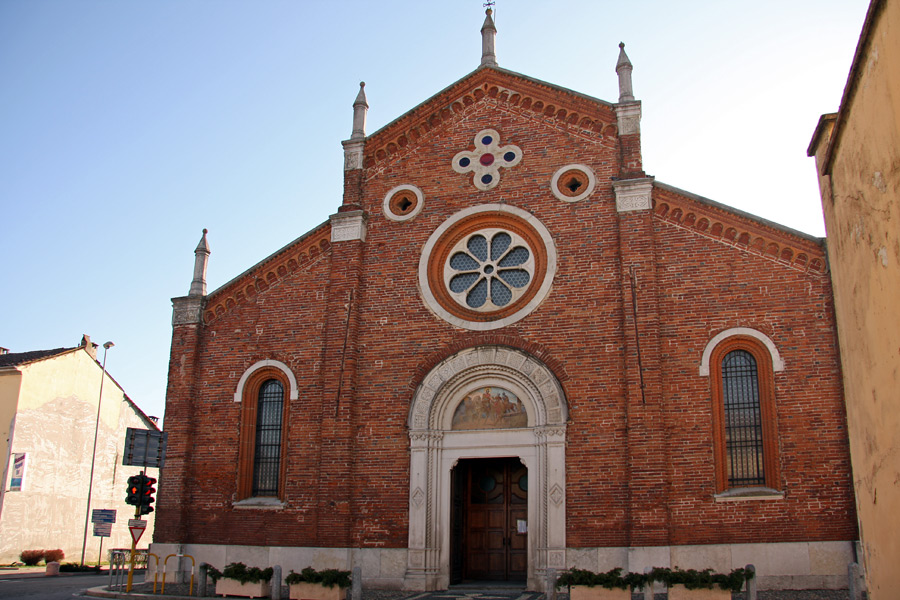
A igreja paroquial